# 兄弟大茶飯
《兄弟大茶飯》（英語：Two Men In A Kitchen）是香港電視廣播有限公司的飲食節目，共10集，由蕭正楠及曹永廉擔任主持，於2018年7月30日起香港時間逢星期一至五22:30－23:00在翡翠台播出，及於myTV SUPER提供網上節目重溫（集數上傳7天後會刪除）。此節目為2018年TVB Amazing Summer推介綜藝節目之一。

## 簡介
曹永廉、蕭正楠因拍攝過無數劇集而深感當中「捱更抵夜」、「冇啖好食」的苦況，於是決定四出到不同街市買餸入廚，以慰勞一眾長期拍攝外景的藝員朋友和劇組幕後團隊。他們亦都遠赴橫店、新疆、澳門及深圳等地用自家製新式料理為眾人打氣，同時又分享一些下廚訣竅，讓助手余思霆、胡美貽和觀眾一起受惠。

## 每集內容
| 集數 | 播映日期 | 主題                             | 嘉賓 |
| 01   | 7月30日  | 煮響名堂 闖入Amazing Summer記招  | 安德尊、林夏薇、劉丹、呂慧儀、蘇韻姿、周嘉洛、楊明、楊潮凱、李佳芯、高海寧、徐榮、楊卓娜、黃祥興、姚嘉妮、吳家樂、韓馬利、梁嘉琪、湯洛雯、馮盈盈、張寶兒、鄺潔楹、趙希洛、鍾君揚、單文柔、麥美恩、郭晉安、楊怡、林盛斌、張振朗、劉佩玥、李施嬅 |
| 02   | 7月31日  | 《多功能老婆》高檔光速飯餐       | 楊千嬅、黃浩然、洪永城、戴祖儀、吳若希、王梓軒、魯振順、周柏豪、黃嘉樂、陳煒、黎燕珊、馬蹄露、朱晨麗、陳寶華、何哲圖、杜之克、《多功能老婆》幕後團隊                                                                                           |
| 03   | 8月1日   | 送飯送到西 飯煲菜直送橫店        | 胡定欣、姚子羚 |
| 04   | 8月2日   | 炮製港式小食 解劇組「思鄉病」    | 譚俊彥、李嘉、黃耀英、李日昇、譚坤倫、胡定欣、《包青天再起風雲》幕後團隊 |
| 05   | 8月3日   | 兄弟煮入森林 獻「嘔心瀝血」之作  | 譚俊彥、張振朗、胡定欣、李嘉、黃耀英、李日昇、莊偉建、《包青天再起風雲》幕後團隊 |
| 06   | 8月6日   | 兄弟雪山草原盛宴 炮製新疆滋味    | 譚俊彥、胡定欣、張振朗、李嘉、黃耀英、李日昇、譚坤倫、袁文傑、馬海倫、陳凱琳、吳家樂、曾勵珍、《包青天再起風雲》幕後團隊 |
| 07   | 8月7日   | 飛奔大漠中 點心、海鮮統統都有    | 譚俊彥、胡定欣、張振朗、李嘉、黃耀英、李日昇、譚坤倫、陳凱琳、徐忠信、《包青天再起風雲》幕後團隊 |
| 08   | 8月8日   | 兄弟煮到去澳門 炮製窩心慰勞宴    | 梁燦光、鉅記餅家員工 |
| 09   | 8月9日   | 中日合璧醫院餐 兄弟接獲大量投訴  | 郭晉安、馬國明、唐詩詠、李佳芯、何廣沛、張曦雯、姜大衞、蔣志光、洋、馮盈盈、朱智賢、吳沚默、黃嘉樂、韋家雄、鄭子誠、《白色強人》幕後團隊 |
| 10   | 8月10日  | 老友記Order 兄弟炮製有「營」快餐 | 香港中華基督教青年會柴灣長者鄰舍中心長者 |

## 收視
以下為本節目於香港無綫電視翡翠台之收視紀錄：
| 週次 | 集數   | 日期                  | 平均收視 |
| ---- | ------ | --------------------- | -------- |
| 1    | 01－05 | 2018年7月30日－8月3日 | 19.4點   |
| 2    | 06－10 | 2018年8月6日－8月10日 | 21.2點   |

## 外部連結
- 無綫電視節目網頁 - 兄弟大茶飯（页面存档备份，存于）

## 電視節目的變遷
| 香港無綫電視翡翠台 星期一至五 22:30-23:00 時段 | 香港無綫電視翡翠台 星期一至五 22:30-23:00 時段   | 香港無綫電視翡翠台 星期一至五 22:30-23:00 時段 |
| ---------------------------------------------- | ------------------------------------------------ | ---------------------------------------------- |
|                                                | 兄弟大茶飯 （2018.07.30 - 2018.08.10）           |                                                |
| 到此一遊 台北 （2018.07.16 - 2018.07.27）      | 森美旅行團（第二輯） （2018.08.13 - 2018.08.24） |                                                |